# بخش رمبوییه
بخش رمبوییه (به فرانسوی: Arrondissement de Rambouillet) یک بخش در فرانسه است که در ایولین واقع شده‌است.